# George Gamow
George Gamow (Russisch: Георгий Антонович Гамов; Georgi Antonovitsj Gamov) (Odessa (Oekraïne, destijds Russische Rijk), 4 maart [O.S. 20 februari] 1904 – Boulder (Colorado), 19 augustus 1968) was een eerst Sovjet-Russisch en later Amerikaans kernfysicus en kosmoloog. Hij leverde baanbrekend werk op uiteenlopende terreinen zoals het radioactief verval van atoomkernen, stervorming, nucleosynthese in sterren en bij de oerknal, codering van het DNA. Gamow staat vooral bekend als de grondlegger van de hete oerknal theorie.

## Leven en werk
Gamow was de zoon van Anton Michailovitsj Gamov en Aleksandra Arsenjevna Lebedintseva. Van jongs af was Gamow al sterk geïnteresseerd in astronomie. Op zijn dertiende verjaardag kreeg hij van zijn vader een kleine telescoop. Gamow besloot wetenschapper te worden en begon zijn studies aan de Novorossia Universiteit in Odessa (1922-1923). Vanaf 1923 studeerde hij aan de universiteit in Leningrad o.a. bij Aleksandr Friedmann, die toen werkte aan zijn dynamische heelalmodellen. Destijds werkte Gamow echter vooral aan problemen uit de kernfysica. Aan de universiteit van Göttingen bestudeerde hij of de kwantumtheorie ook kon toegepast worden op atoomkernen. In 1928 vond hij een verklaring voor de alfaradioactiviteit via het kwantummechanische tunneleffect. Op basis van deze studie verkreeg hij de doctorstitel aan de universiteit van Leningrad.
Gamow vervolmaakte zijn studies tussen 1928 en 1931 op aanraden van Niels Bohr aan de universiteit van Kopenhagen. Daar werkte hij onder meer samen met de Nederlands-Duits fysicus Fritz Houtermans en Robert Atkinson aan formules betreffende thermonucleaire reacties in sterren. In die periode verbleef hij ook een jaar bij Ernest Rutherford aan de universiteit van Cambridge.
Hoewel als jong wetenschapper geëerd in Rusland, trachtte hij daarna wegens de ideologische bemoeienissen met het wetenschappelijk onderzoek, enkele keren uit de Sovjet-Unie te ontsnappen. Dit lukte uiteindelijk in 1933, toen hij ter gelegenheid van het Solvay-congres voor natuurkundigen in Brussel erin slaagde ook een visum te verkrijgen voor zijn vrouw. Gamow emigreerde van daaruit naar Amerika, waar hij vanaf 1934 als hoogleraar in de theoretische natuurkunde werkte in de George Washington-universiteit in Washington D.C. Hier werkte hij onder meer samen met Edward Teller aan het bètaverval. Het is ook van hieruit dat hij onderzoek verrichtte op de structuur van rode reuzen en zijn oerknalhypothese. In 1954 werkte hij voor de universiteit van Californië in Berkeley en van 1956 tot aan zijn dood in 1968 aan de universiteit van Colorado in Boulder.
Gamow was ook een belangrijk wetenschapspopularisator. Daaraan droeg hij bij met enkele klassiekers, maar vooral als auteur van de Mr. Tompkins-reeks over de vreemde wereld van de kwantummechanica en de relativiteitstheorie. Voor deze serie van vier boeken kreeg hij in 1956 de Kalingaprijs van de UNESCO. Gamow trouwde tweemaal. Zijn eerste huwelijk in 1931 met de balletdanseres Ljoebov Vochmintseva hield stand tot 1956. Uit dit huwelijk werd Igor Gamow (1935) geboren, uitvinder van de "Gamow Bag" voor de behandeling van hoogteziekte. Twee jaar na zijn scheiding huwde hij Barbara Perkins.

## Hete oerknal
In zijn aanvankelijke oerknalhypothese, ging Georges Lemaître ervan uit dat de scheikundige elementen bij de oerknal waren ontstaan als gevolg van opeenvolgende defragmentaties van onstabiele zware atomen, afkomstig van een oorspronkelijk superzwaar atoom. Hiermee kon men echter bij lange na niet de in het heelal waargenomen verhoudingen verklaren, waarbij voor elke 10 000 waterstofatomen, 1000 heliumatomen voorkomen, 6 zuurstofatomen en 1 koolstofatoom en voor alle andere elementen samen nog minder dan 1.
Gamow redeneerde omgekeerd, en veronderstelde dat in de oerknal mogelijk de condities aanwezig waren om vanuit de waterstofkernen via nucleosynthese tot de zwaardere kernen te komen. Het was bekend dat in de sterren waterstof werd omgezet in het zwaardere element helium, maar dit gebeurde in een relatief traag tempo, zodat de stellaire kernfusies niet konden verklaren waarom er niettemin zoveel helium aanwezig was. Ook kon men toen niet verklaren hoe in de sterren elementen konden gevormd worden zwaarder dan helium. Omdat sterren klaarblijkelijk niet in staat waren voldoende helium en zwaardere elementen te produceren, dacht Gamow een verklaring te vinden in de oerknal.
Gamow begon in het begin van de jaren 40 aan zijn onderzoek, toen praktisch alle andere kernfysici betrokken waren in het Manhattanproject in Los Alamos. Omdat hij ooit officier was geweest in het Rode Leger (in feite enkel als lesgever) mocht Gamow daaraan niet participeren. Hij kwam tot de conclusie dat het jonge, samengeperste heelal veel warmer was geweest dan het huidige. De uitkomst van de kernreacties zou afhangen van de temperatuur en de dichtheid in het jonge heelal.
Dit bleek al snel een gigantische rekenopdracht en vanaf 1945 werkte hij hieraan verder met zijn assistent Ralph Alpher. In 1948 publiceerden ze hun onderzoek De oorsprong van scheikundige elementen in de Physical Review, waarmee ze de dominante aanwezigheid van waterstof en helium in het heelal konden verklaren. Hiermee was een belangrijke bijdrage geleverd aan de oerknalhypothese, hoewel Gamow en Alpher ook geen verklaring hadden kunnen vinden voor het voorkomen van zwaardere elementen.
Gamow voorspelde in 1948 met zijn medewerkers Alpher en Robert Herman dat de oerknal een reststraling zou veroorzaken die in het huidige heelal waarneembaar zou zijn als kosmische achtergrondstraling met een temperatuur van 5 K, dus microgolven. In latere berekeningen verfijnde de Gamow-groep deze voorspelling (in werkelijkheid bedraagt de temperatuur 2,7 K). Destijds was er echter niet veel belangstelling voor verder onderzoek. Slechts weinig natuurkundigen waren voldoende vertrouwd met kernfysica en kosmologie, en bovendien zou deze achtergrondstraling technisch zeer moeilijk meetbaar zijn. Ondertussen heeft de WMAP dit uitvoerig onderzocht.

## Werken
Populair-wetenschappelijke boeken:
- Een twee drie ... oneindig. Natuurwetenschappelijke feiten en beschouwingen. Den Haag, W.P. van Stockum en Zoon, 1950
- Het ontstaan van het heelal. Den Haag, W.P. van Stockum en Zoon, 1953
- Mr. Tompkins in wonderland of Verhalen van c, G, en h, geïllustreerd door John Hookham. Den Haag, W.P. van Stockum en Zoon 1953. 92 p. Vertaald uit het Engels door dr. J.C. Proost-Thoden van Velzen. Een latere vertaling, van Aad Janssen, met een epiloog van Govert Schilling, verscheen onder de titel Meneer Tompkins en het kloppend heelal. Een ontdekkingsreis door de natuurkunde van de twintigste eeuw. Amsterdam, Annex 1991
- Biografie van de fysica. Zeist, W. De Haan, 1962
- De zwaartekracht die het heelal beheerst. Brussel, Elsevier, 1963
- De planeet die wij Aarde noemen. Antwerpen, Standaard Uitgeverij, 1965

- Bibsys: 90060377
- Biblioteca Nacional de España: XX1053519
- Bibliothèque nationale de France: cb128465323 (data)
- Catàleg d'autoritats de noms i títols de Catalunya: 981058517742106706
- CiNii: DA01191651
- Gemeinsame Normdatei: 11871628X
- International Standard Name Identifier: 0000 0001 2140 2998
- Library of Congress Control Number: n80028430
- Nationale Bibliotheek van Letland: 000040515
- Bibliotheek van het Japanse parlement: 00440480
- Nationale Bibliotheek van Tsjechië: jn20000601695
- Nationale bibliotheek van Australië: 35111268
- Nationale Bibliotheek van Israël: 987007261391405171
- Nationale Bibliotheek van Polen: a0000002119165
- Nationale en Universitaire bibliotheek Zagreb: 000379186
- Nederlandse Thesaurus van Auteursnamen: 069166684
- Réseau des bibliothèques de Suisse occidentale: 02-A003277613
- Istituto Centrale per il Catalogo Unico: LO1V024409
- LIBRIS: 187911
- SNAC: w6154j8k
- Système universitaire de documentation: 056746342
- Trove: 829861
- Virtual International Authority File: 76443377
- WorldCat: E39PBJx4qc4XqPh6K4kbv7XWXd